# Машково (Бежаницкий район)
Машково — деревня в Бежаницком районе Псковской области. Входит в состав сельского поселения муниципальное образование «Лющикская волость».
Расположена у реки Ашевка, в 12 км к северу от райцентра Бежаницы и в 1 км к востоку от деревни Горв.
Численность населения по оценке на 2000 год составляла 16 жителей.